# Neclamia
Neclamia is een kevergeslacht uit de familie van de boktorren (Cerambycidae). De wetenschappelijke naam van het geslacht werd voor het eerst geldig gepubliceerd in 1952 door Lepesme & Breuning.

## Soorten
Neclamia is monotypisch en omvat slechts de volgende soort:
- Neclamia tigrina (Fauvel, 1906)